# Georges Lignon
Georges Lignon (29 dicembre 1968) è un ex calciatore ivoriano, di ruolo difensore.

## Palmarès

### Nazionale
- Coppa d'Africa: 1

1992